# Flascó netejador
Un flascó netejador, o una ampolla de rentat, és un recipient cilíndric, acabat amb un bec que s'empra per netejar a pressió instrumental de laboratori de vidre, com ara tubs d'assaig i matrassos, per addicionar aigua destil·lada a un recipient (per preparar una dissolució, per diluir, etc.) o per netejar un producte insoluble.
La majoria dels flascons netejadors estan fabricats de polietilè, i tenen unes capacitats de 500 ml o 1 000 ml. En general s'omplen amb aigua destil·lada. Tanmateix, per a usos específics, també poden omplir-se amb solucions detergents o amb dissolvents com acetona o etanol.
Quan s'aplica pressió al flascó, es redueix el seu volum i l'aigua de l'interior surt a pressió pel bec la qual cosa permet arribar a llocs on no hi arriba el bec i, també, arrossegar residus gràcies a la pressió amb la qual surt.